# Cormorant Island (Antarktika)
Cormorant Island (von englisch cormorant ‚Kormoran‘) ist eine Insel vor der Südküste der Anvers-Insel im westantarktischen Palmer-Archipel. Sie liegt 4 km ostsüdöstlich des Bonaparte Point.
Die Insel ist unbebannt erstmals auf einer argentinischen Landkarte aus dem Jahr 1954 verzeichnet. Das UK Antarctic Place-Names Committee benannte sie 1958 nach den hier in großer Zahl anzutreffenden Kormoranen.